# 巴兰河
巴兰河，位于中华人民共和国黑龙江省中部的一条河流，是松花江左岸支流，发源于大箐山县西南小兴安岭青山岭南麓，东南流经朗乡林业局长远林场生活区、巴兰河农场生活区、头道沟经营所生活区，过二号桥农场后进入依兰县，转南流，经依兰县林业局丹青河林场，过一号桥后再转东南，经迎兰朝鲜族乡烟筒山村，于永兴村安乐屯再转东流，于新林村以南汇入松花江。河流全长122千米，流域面积2083平方千米，河道平均比降4.18‰，年均径流量6.316亿立方米。巴兰河属于山溪性河流，流域内81%为山区，两岸森林茂密，水质优良。巴兰河沿岸旅游资源丰富，是黑龙江著名的漂流胜地。